# Schottische Hockeynationalmannschaft der Damen
Die schottische Hockeynationalmannschaft der Damen vertritt Schottland bei internationalen Turnieren. Schottland tritt nicht bei Olympischen Spielen an, da dort nur die gesamtbritische Mannschaft zugelassen ist.
Aktuell rangiert Schottland auf Platz 17 der Welt- und Platz 6 der Europarangliste.

## Ergebnisse

### Weltmeisterschaft
- 1974–1981 nicht angetreten
- 1983 – Platz 8
- 1986 – Platz 10
- 1990/1994 – nicht qualifiziert
- 1998 – Platz 10
- 2002 – Platz 12
- 2006/2010/2014/2018 – nicht qualifiziert

### Commonwealth Games
- 1998 – kein Platz
- 2002 – Platz 6
- 2006 – Platz 6
- 2010 – Platz 7
- 2014 – Platz 6
- 2018 – Platz 7

### Europameisterschaften
- 1984 – Platz 6
- 1987 – Platz 6
- 1991 – Platz 5
- 1995 – Platz 6
- 1999 – Platz 6
- 2003 – Platz 7
- 2005 – Platz 7
- 2007 – nicht teilgenommen
- 2009 – Platz 8
- 2011 – nicht qualifiziert
- 2013 – Platz 6
- 2015 – Platz 6
- 2017 – Platz 8
- 2019 – nicht qualifiziert
- 2021 – Platz 7
- 2023 – Platz 7
- 2025 – Platz 6